# Ovar (botanică)

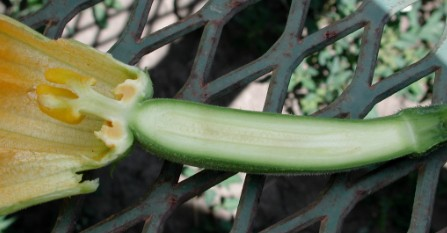
Secțiune longitudinală a florii feminine de dovleac care prezintă pistil (=ovar+stil+stigmat), ovule și petale. Petalele și sepalele sunt deasupra ovarului.

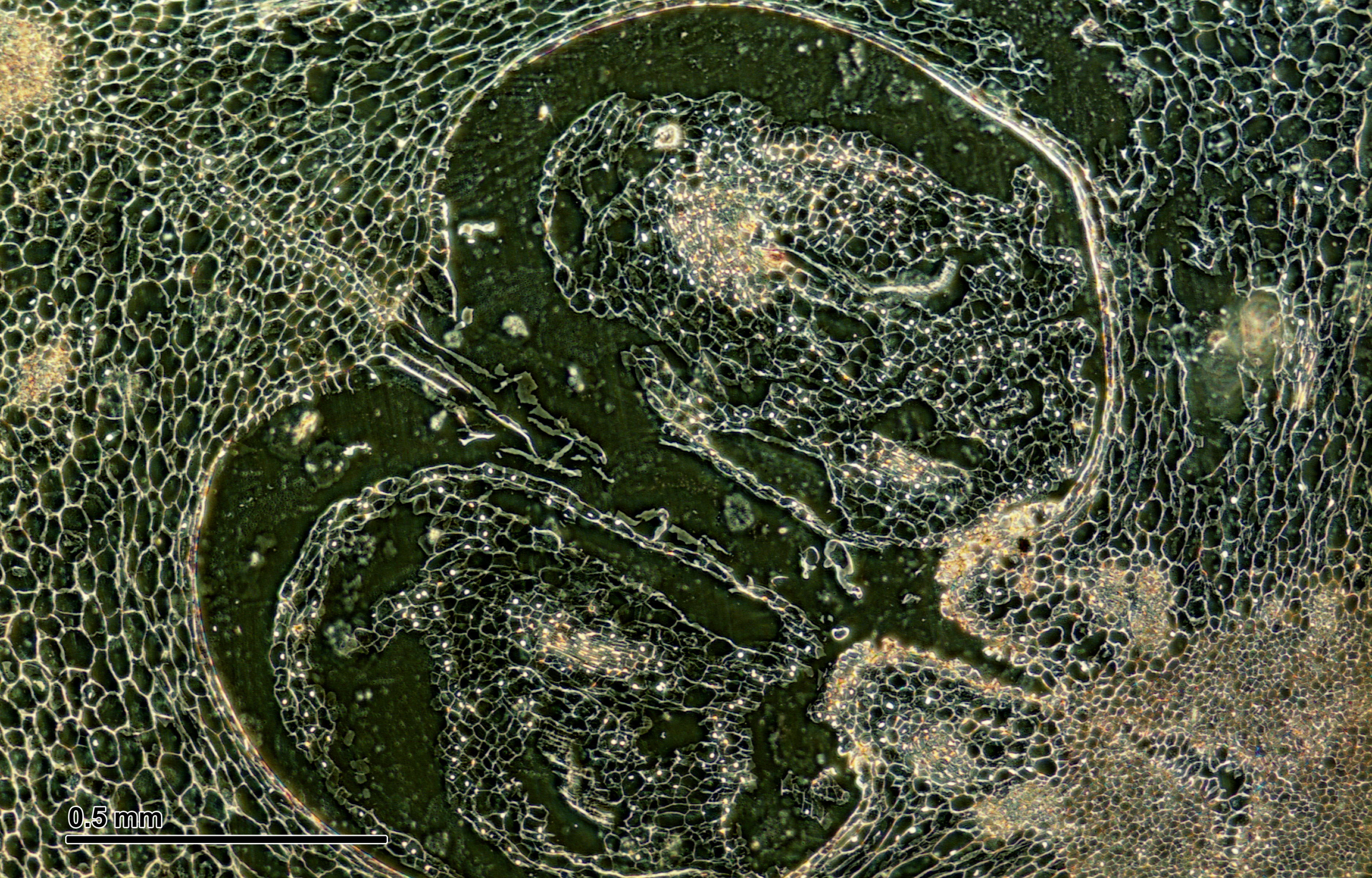
Secțiune transversală a ovarului de lalea

La plantele cu flori, ovarul este o parte a organului reproducător feminin al florii (numit gineceu), spre deosebire de stamină (androceu), care este organul masculin. Mai exact, ovarul este partea pistilului care deține ovulul (ovulele) și este situat deasupra petalelor și sepalelor, dedesubtul acestora sau chiar în punctul de legătură al bezei cu petalele și sepalele. Pistilul poate fi alcătuit dintr-un carpel (un fel de frunză modificată) sau din mai multe carpele fuzionate între ele (de exemplu, dicarpel sau tricarpel) și, prin urmare, ovarul poate conține o parte dintr-un carpel sau părți din mai multe carpele fuzionate. Deasupra ovarului se află stilul și stigmatul. Aici cade polenul, se lipește de stigmat și are loc fecundația. Fiecare bob de polen individual fertilizează un ovul individual. Unele flori polenizate de vânt au ovare mult reduse și modificate comparativ cu cele care necesită insecte polenizatoare. 

## Fructe
Un fruct este ovarul matur, copt al unei flori, după o fertilizare dublă într-o angiospermă. Deoarece gimnospermele nu au ovar, ci se reproduc prin dubla fertilizare a ovulelor neprotejate, acestea produc semințe goale care nu au un fruct înconjurător. Fructele sunt responsabile de împrăștierea și protecția semințelor în angiosperme și nu pot fi caracterizate cu ușurință din cauza diferențelor de definire a fructelor din punct de vedere atât culinar cât și botanic.

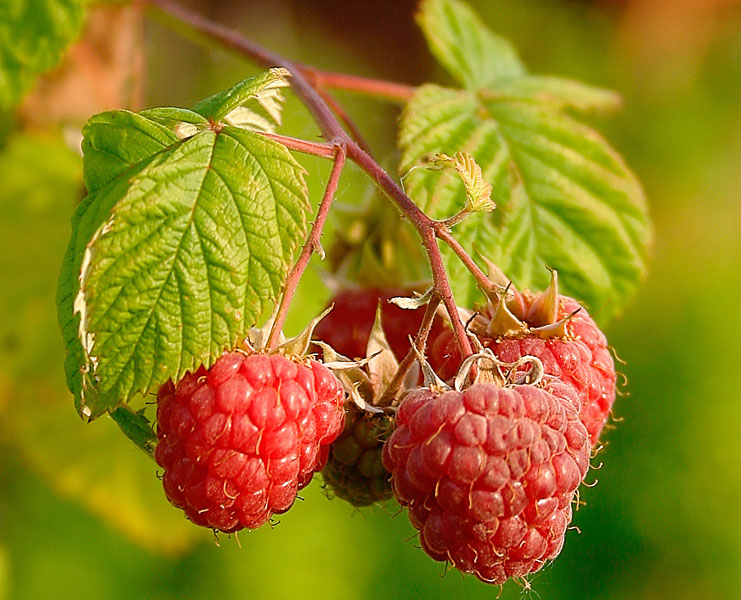
Zmeura este un fruct agregat. Fiecare zmeură se dezvoltă dintr-o singură floare, dar floarea are multe ovare care devin micile drupe circulare care formează zmeura. În fiecare drupă există câte o sămânță.
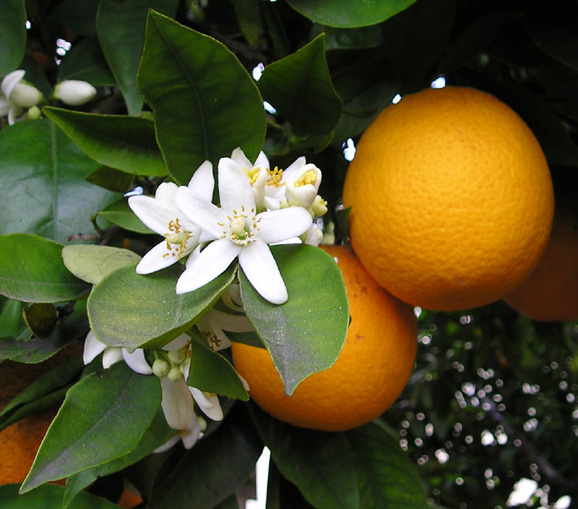
Portocala este un fruct simplu numit hesperidium. Este ovarul matur al unei singure flori de portocal. Deși pare să aibă secțiuni atunci când fructul este tăiat, toate aceste secțiuni provin dintr-un singur ovar care se dezvoltă în straturi diferite.
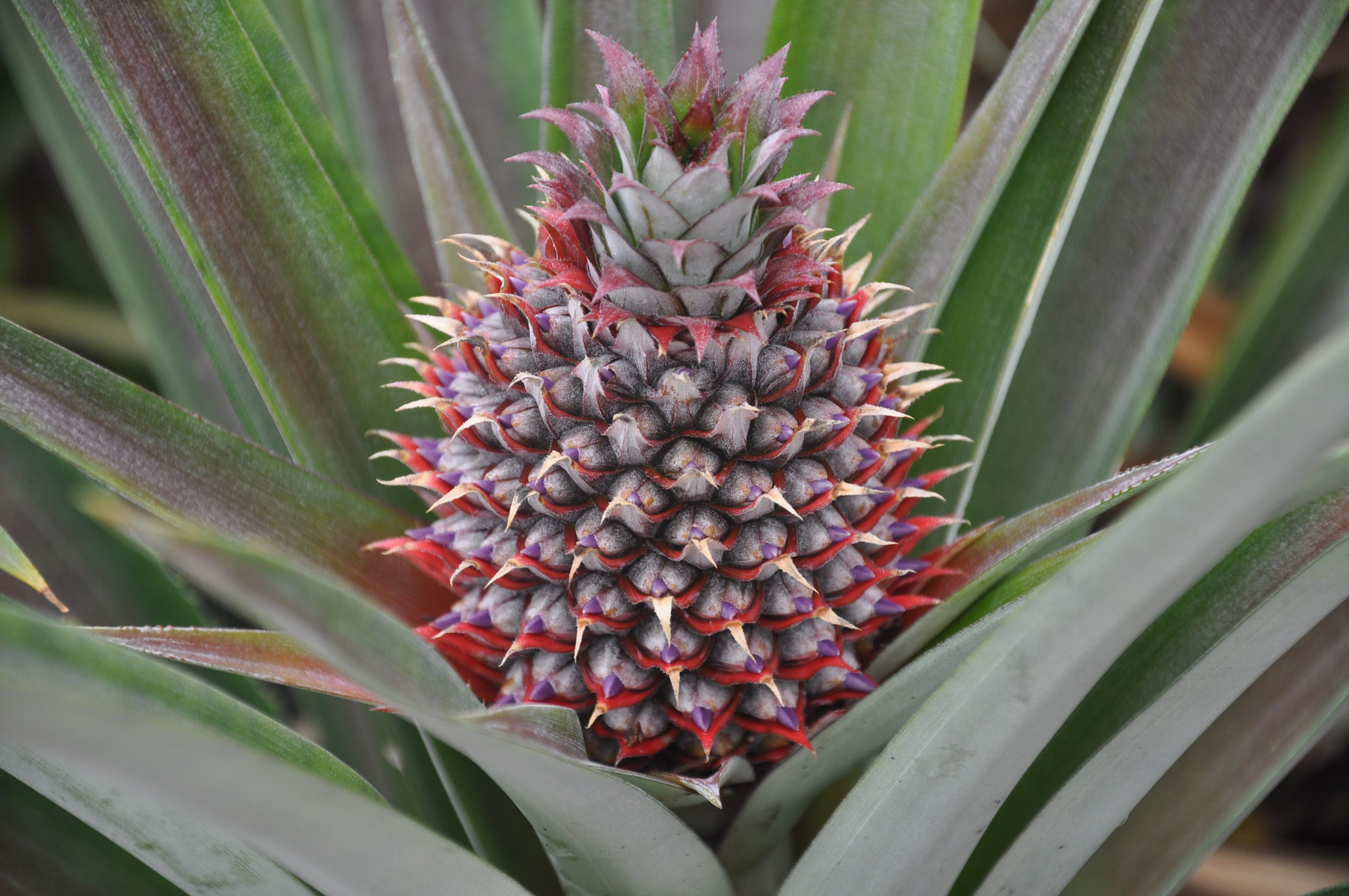
Ananasul este un fruct multiplu. Fiecare dintre vârfurile violet din această imagine sunt o floare separată, astfel încât întreaga structură este o inflorescență . Aceasta înseamnă că secțiunile mici ale unui ananas sunt fiecare cîte un fruct care se dezvoltă dintr-un ovar separat și împreună formează un fruct multiplu.

### Dispersie
Din punct de vedere evolutiv, fructele sunt responsabile pentru împrăștierea și protecția semințelor. În consecință, variația formei sau mărimii fructelor rezultă dintr-un răspuns evolutiv care ajută planta la dispersarea semințelor în diferite medii.   De exemplu, semințele fructelor cărnoase mari sunt adesea dispersate prin endozoocorie ; aceasta înseamnă că animalele consumă fructul cărnos și, ca urmare, împrăștie semințele prin eliminarea lor.  Semințele fructelor pot fi dispersate prin endozoocorie, gravitație, vânt sau alte mijloace.
Deoarece fructele agregate și multiple sunt formate din multe ovare coapte împreună, ele sunt de fapt infructescence sau grupuri de fructe care sunt aranjate împreună într-o structură.  Unele fructe, cum ar fi mărul, sunt fructe accesorii care pot include și alte părți ale florii, cum ar fi receptacul, hipantul, periantul sau caliciul, în plus față de ovarul matur și matur. 

## Părțile ovarului
Loculele sunt camerele aflate în interiorul ovarului florii și fructelor. Loculele conțin ovulele (semințele) și pot fi umplute sau nu cu pulpă de fructe. În funcție de numărul de locule din ovar, fructele pot fi clasificate ca uni-loculare (uniloculare), bi-loculare, triloculare sau multi-loculare. Unele plante au partiții între carpele; numărul de locule prezente într-un gineceu poate fi egal sau mai mic decât numărul de carpele, în funcție de câte partiții sunt prezente. 
Ovulele sunt atașate de pereții interiori ai ovarului în zone numite placente. Zonele placentare apar în diferite poziții, corespunzătoare diferitelor părți ale carpelelor care alcătuiesc ovarul. Un obturator este prezent în ovarul unor plante, lângă micropilul fiecărui ovul. Acesta este o excrescență placentei, importantă în hrănirea și ghidarea tuburilor de polen către micropil. Fiecare ovul a da naștere unei semințe. Ovarul se va matura în fruct, fie uscat (de ex. nuca), fie pulpar (de ex. roșia)

## Clasificare în funcție de poziție

Inserția ovarului: I superior II semi-inferior III inferior. a androceu g gineceu p petale s sepale r receptacul. Punctul de inserție este acolo unde converg a, p și s.

Terminologia pozițiilor ovarelor este determinată de punctul de inserție, unde celelalte părți florale (periant și androceu) se unesc și se atașează la suprafața ovarului.  Dacă ovarul este situat deasupra punctului de inserție, este superior; dacă este mai jos, inferior.